# Szczelina nad Źródłem
Szczelina nad Źródłem – obiekt jaskiniowy w Dolinie Będkowskiej w województwie małopolskim, w powiecie krakowskim, w gminie Wielka Wieś. Jest to rejon Wyżyny Olkuskiej w obrębie Wyżyny Krakowsko-Częstochowskiej.

## Opis obiektu
Znajduje się powyżej Źródła Będkówki w zwróconym w stronę dna doliny filarze najniżej położonej Skały nad  Źródłem. Otwór znajduje się w szczelinie. W głąb skały ciągnie się od niego wznosząca się, ciasna szczelina z zaciskiem, za którym szczelina nieco rozszerza się. Na lewo odchodzi od niej ciasne odgałęzienie zablokowane zawaliskiem.
Szczelina powstała w wapieniach z jury późnej. Jest sucha, świetlista i są w niej nacieki w postaci grzybków naciekowych i mleka wapiennego. Dno jaskini to  spąg ze skalnym gruzem i ziemią. Poprzerastany jest korzeniami drzew. Na lepiej oświetlonych ścianach rozwijają się glony, mchy i porosty, wewnątrz obserwowano stwierdzono muchówki i motyle (szczerbówka ksieni i Triphosa dubitata), kosarze, pająki z rodzaju Meta oraz ślimaki.
Szczelina nie była w literaturze opisywana. Po raz pierwszy opisał ją Jakub Nowak w 2012 r. On też sporządził jej plan.

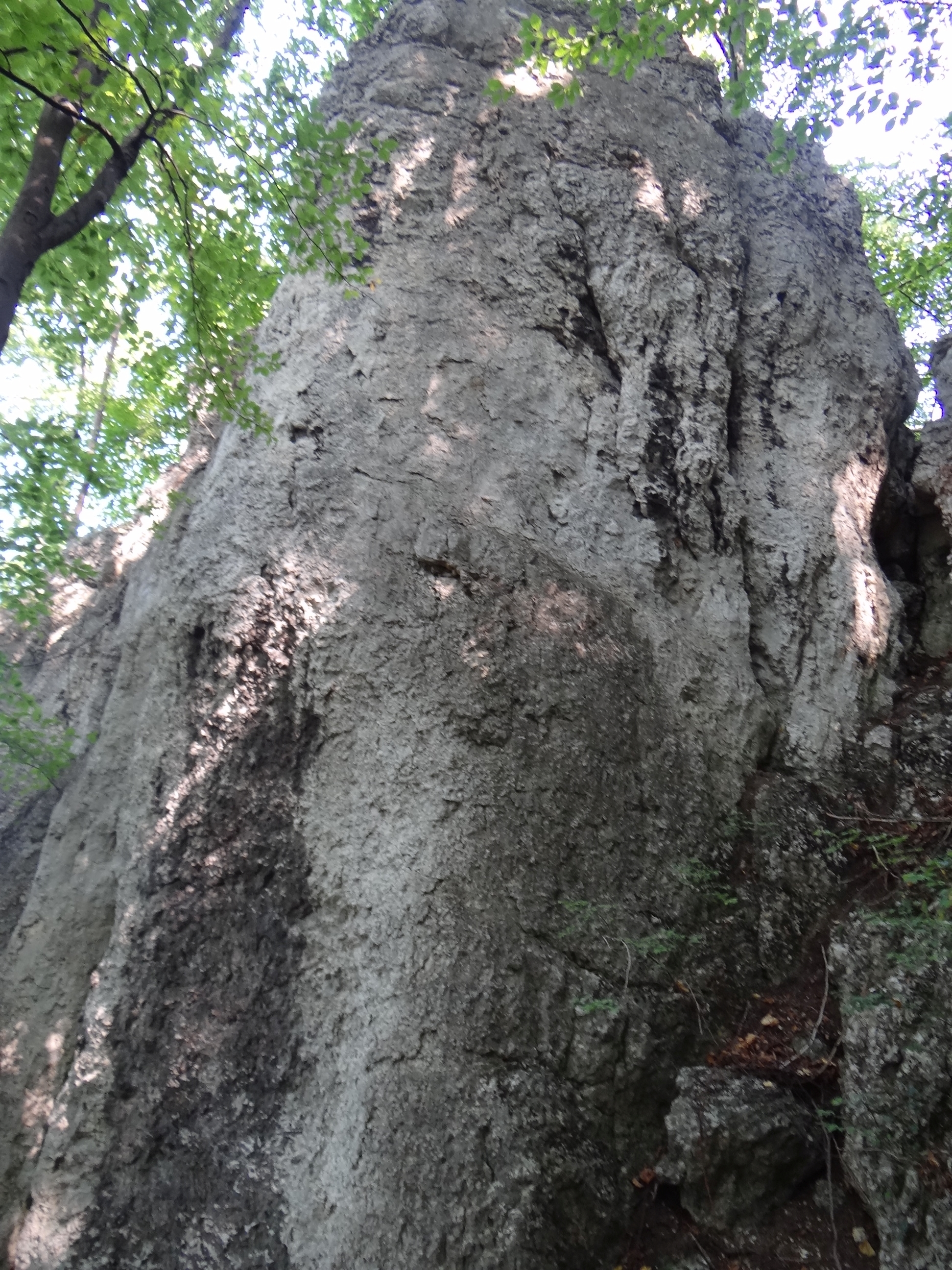
Dolna Skała nad Źródłem